# Красно-Полянский сельсовет
Красно-Полянский сельсове́т — сельское поселение в Становлянском районе Липецкой области.
Административный центр — село Самохваловка.

## История
В соответствии с законами Липецкой области № 114-оз от 02.07.2004 и № 126-оз от 23.09.2004 сельсовет наделён статусом сельского поселения, установлены границы муниципального образования.

## Население
| 2010 | 2012 | 2013 | 2014 | 2015 | 2016 | 2017 |
| ---- | ---- | ---- | ---- | ---- | ---- | ---- |
| 546  | ↘536 | ↘529 | ↘501 | ↗502 | ↗509 | ↘488 |
| 2018 | 2021 |      |      |      |      |      |
| ↘473 | ↘417 |      |      |      |      |      |

## Состав сельского поселения
| № | Населённый пункт | Тип населённого пункта       | Население |
| - | ---------------- | ---------------------------- | --------- |
| 1 | Берёзовая Роща   | деревня                      | 38        |
| 2 | Бродки           | деревня                      | 265       |
| 3 | Калиновка        | село                         | 4         |
| 4 | Красная Пальна   | село                         | 193       |
| 5 | Самохваловка     | село, административный центр | 41        |
| 6 | Сухинино         | деревня                      | 5         |

### Упразднённые населённые пункты
- Ивановка — упразднённая в 2001 году деревня[13]
- Ильинка — упразднённая в 2001 году деревня[13].
- Марково — упразднённая в 2001 году деревня[13]